# Конья, Ференц
Ференц Элемер Конья (венг. Kónya Ferenc Elemér; 9 декабря 1892, Будапешт — 11 марта 1977, Будапешт) — венгерский футболист, а также футбольный тренер.

## Карьера игрока
Ференц Конья родился в 1892 году в Будапеште в семье Лайоша Конья и Юлианы Фляйшер. В качестве игрока до первой мировой войны он выступал за местный клуб «Кишпешт», который впоследствии был переименован в «Гонвед».

## Тренерская карьера
Свою тренерскую карьеру Конья начал в немецком «Кайзерслаутерне» в 1921 году, а после был приглашён в бременский «Вердер», который только что получил профессиональный статус и начал выступать в Весткрайслиге. В первый сезон ему удалось выиграть этот турнир, но из-за возникших финансовых трудностей он был вынужден покинуть клуб.
Сразу после отставки он возглавил сборную Эстонии, которой предстояло участвовать в Олимпийских играх 1924 года. Под руководством этого специалиста команда провела два матча со сборными США и Ирландии, потрепела в обоих из них поражения и выбыла из олимпийского турнира на предварительном раунде.
Далее в его карьере была итальянская «Модена», швейцарские «Люцерн», «Ольтен», «Олд Бойз», «Золотурн» и французские клубы «Шарантон», «Амьен», «Кан». Перед второй мировой войной он прекратил тренерскую деятельность и более её не возобновлял.